# Colorina
Colorina est une commune italienne de la province de Sondrio, dans la région Lombardie.

## Administration
| Période                                  | Période | Identité | Étiquette | Qualité |
| ---------------------------------------- | ------- | -------- | --------- | ------- |
|                                          |         |          |           |         |
| Les données manquantes sont à compléter. |         |          |           |         |

### Hameaux
Valle, Piona, Selvetta.

### Communes limitrophes
Berbenno di Valtellina, Buglio in Monte, Forcola, Fusine.